# Edmund Phelps
Edmund Strother Phelps (født 26. juli 1933 i Illinois) er en amerikansk professor i økonomi ved Columbia University, som har modtaget Nobelprisen i økonomi i 2006 for sit arbejde med inflationsforventninger og den naturlige arbejdsløshed.
Phelps' arbejde førte op til 1980'erne til et opgør med den traditionelle Phillipskurve, idet han introducerede et ledighedsniveau, som er foreneligt med stabil inflation (NAIRU – Non-Accelerating Inflation Rate of Unemployment). En økonomi vil ikke i længden kunne fastholde en beskæftigelse over dette niveau, uden at inflationen stiger, hvilket atter fører til, at forventningen til inflationen stiger ("den forventningsudvidede Philips-kurve"). Dette arbejde førte til et gennembrud for pengepolitikken.